# 帕拉纳陨击坑
帕拉纳陨击坑（Palana）是火星阿蒙蒂斯区的一座小撞击坑，其中心坐标位于北纬21.3度、西经258度处，直径5.1公里。该特征取名自俄罗斯堪察加边疆区科里亚克区首府帕拉纳，1988年被国际天文联合会行星系统命名工作组批准接受。